# Bell XV-3
El Bell XV-3 (Bell 200) fue un avión de rotores basculantes desarrollado por Bell Helicopter para un programa de investigación conjunto entre la Fuerza Aérea y el Ejército de los Estados Unidos, orientado a explorar las tecnologías del convertiplano. El XV-3 presentaba un motor montado en el fuselaje con ejes transmisores transfiriendo la potencia a montajes de rotor bipalas montados en las puntas alares. Los montajes de rotor de las puntas alares estaban montados para bascular 90 grados desde la vertical a la horizontal, que fueron diseñados para permitir al XV-3 despegar y aterrizar como un helicóptero, y volar a velocidades mayores, similar a un avión convencional de ala fija.
El XV-3 voló por primera vez el 11 de agosto de 1955. Aunque estaba limitado en prestaciones, el avión demostró exitosamente el concepto de rotor basculante, realizando 110 transiciones de modo helicóptero a modo avión entre diciembre de 1958 y julio de 1962. El programa XV-3 finalizó cuando el avión restante fue dañado severamente en un accidente en el túnel de viento, el 20 de mayo de 1966. Los datos y la experiencia del programa XV-3 fueron elementos clave usados para desarrollar exitosamente el Bell XV-15, que más tarde allanó el camino para el V-22 Osprey.

## Diseño y desarrollo

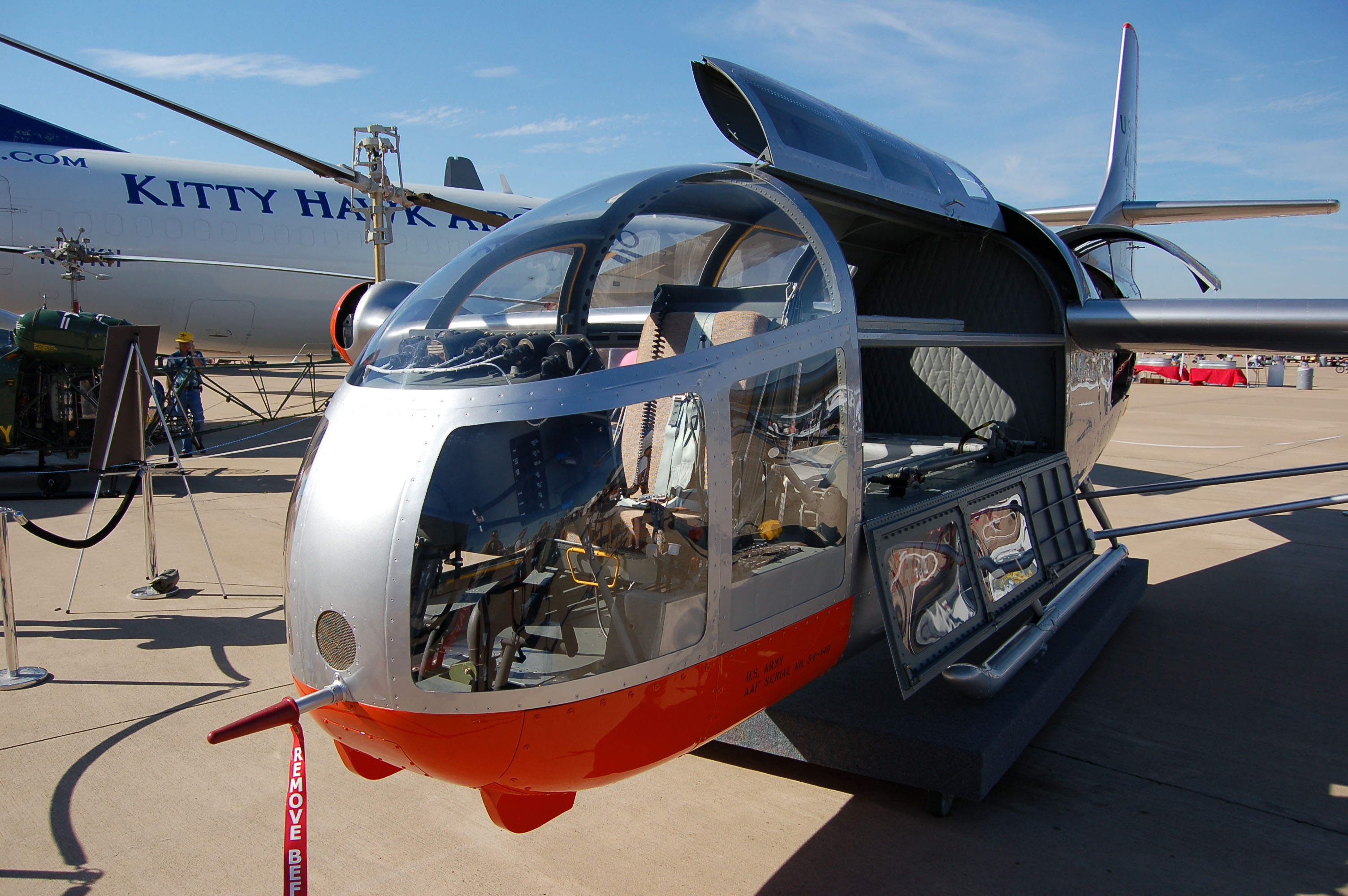
Cabina, Alianza Airshow, Fort Worth, Texas (2006).

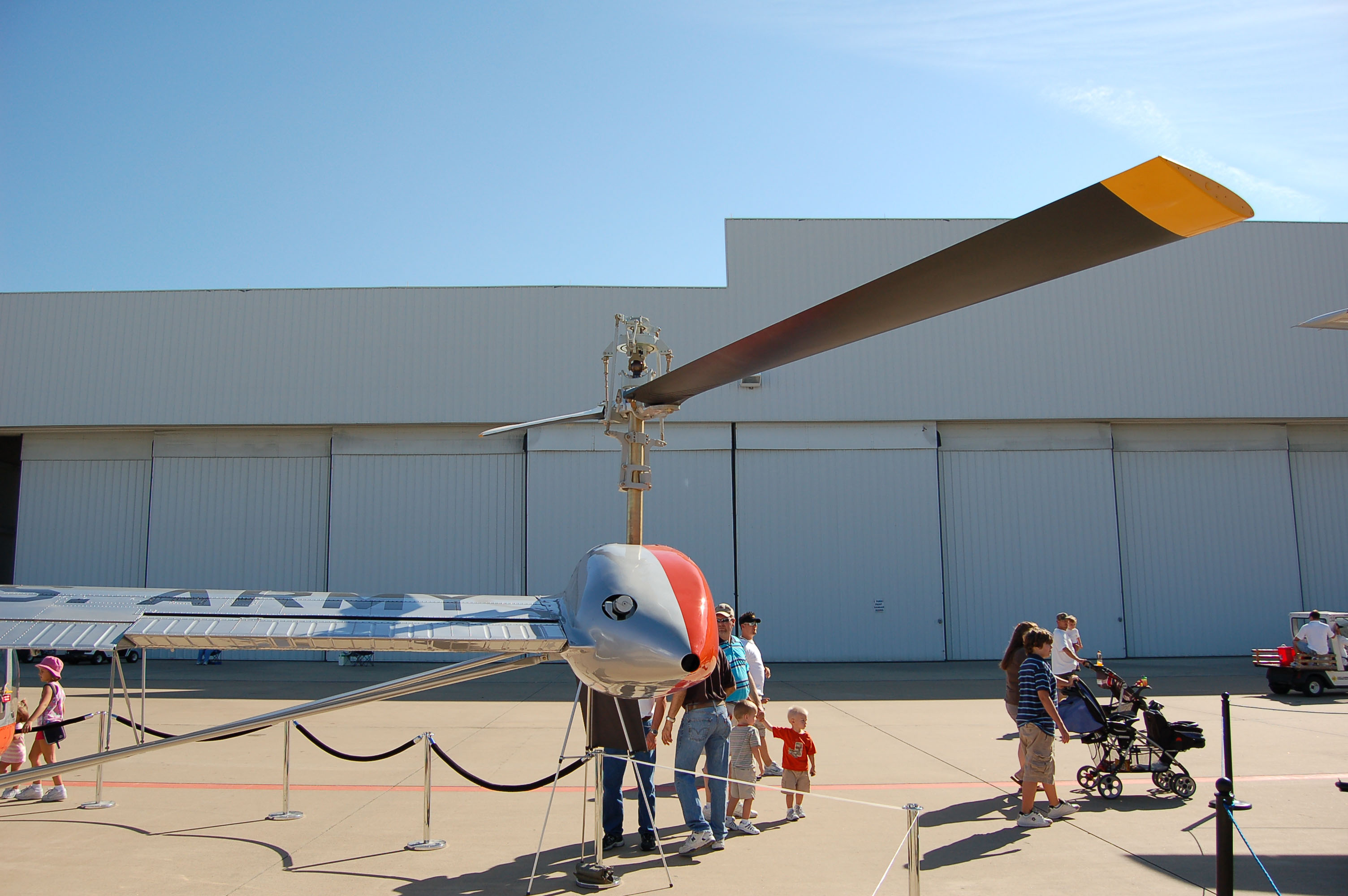
Rotor basculante de estribor, Alianza Airshow, Fort Worth, Texas (2006).

En 1951, el Ejército y la Fuerza Aérea anunciaron el Programa de Avión Convertible y emitió una Solicitud de Propuestas (Request for Proposals (RPF)) para solicitar diseños a la industria aeronáutica. En octubre de 1953, a Bell Helicopter se le concedió un contrato de desarrollo para producir dos aviones destinados a pruebas. La designación militar original fue XH-33, clasificándolo como un helicóptero, pero su designación fue cambiada a XV-3 en la serie de convertiplanos. La designación fue cambiada de nuevo, en 1962, a XV-3A, cuando el prefijo V cambió para significar VTOL. Los diseñadores principales fueron Bob Lichten y Kenneth Wernicke.
El primer XV-3 (número de serie 54-147) voló el 11 de agosto de 1955 con Floyd Carlson, Piloto de Pruebas Jefe de Bell, a los mandos. El 18 de agosto de 1955, el avión experimentó un aterrizaje duro cuando el rotor desarrolló una inestabilidad dinámica. Bell intentó remediar la situación, y las pruebas de vuelo se reanudaron el 29 de marzo de 1956 tras unos carreteos adicionales. Bell continuó expandiendo la envolvente de vuelo del XV-3, pero el 25 de julio de 1956, la misma inestabilidad del rotor ocurrió de nuevo. Las pruebas de vuelo del XV-3 se reanudaron a finales de septiembre de 1956. Luego, el 25 de octubre de aquel año, el avión se estrelló cuando el piloto de pruebas perdió el conocimiento debido a vibraciones de la cabina extremadamente altas. Las vibraciones se produjeron cuando los ejes del rotor se movieron a 17 grados hacia delante desde la vertical. El piloto de pruebas, Dick Stansbury, resultó seriamente herido, y el avión acabó dañado más allá de toda reparación.
Bell modificó el segundo XV-3 (número de serie 54-148), reemplazando los rotores tripalas por otros bipalas, y tras tomar grandes precauciones, el segundo XV-3 comenzó las pruebas en el túnel de viento del Laboratorio Aeronáutico Ames del Comité Consejero Nacional para la Aeronáutica (NACA), el 18 de julio de 1957. Las pruebas de vuelo para la nave número 2 empezaron el 21 de enero de 1958 en las instalaciones de Bell. En abril, el avión había expandido la envolvente de vuelo a 204 km/h, así como también demostraba aterrizajes en autorrotación completa y transiciones hacia delante de 30 grados de los ejes de los rotores. El 6 de mayo de 1958, ocurrió otro caso de inestabilidad del rotor cuando los ejes de los rotores estaban en un ángulo hacia delante de 40 grados, y el XV-3 fue inmovilizado en tierra una vez más. El XV-3 volvió al túnel de viento de Ames en octubre de 1958 para recoger más datos antes de que pudiera volar de nuevo. Como resultado de las pruebas de túnel de viento, el diámetro del rotor fue reducido, la estructura alar fue aumentada y reforzada, y los controles del rotor fueron endurecidos.
El XV-3 reanudó las pruebas de vuelo en las instalaciones de Bell el 12 de diciembre de 1958. El 18 de diciembre, el piloto de pruebas de Bell, Bill Quinlan, completó la primera conversión completa dinámicamente estable al modo avión, y el 6 de enero de 1959, el capitán Robert Ferry de la Fuerza Aérea se convirtió en el primer piloto militar en completar una conversión de convertiplano al modo avión. Las pruebas de vuelo en las instalaciones de Bell fueron completadas el 24 de abril de 1959, y el avión fue enviado a la Base de la Fuerza Aérea Edwards. Las pruebas de vuelo militares del XV-3 comenzaron el 14 de mayo de 1959. Promocionado al empleo de comandante, Robert Ferry coescribiría el informe de las evaluaciones militares de vuelo, realizadas desde mayo a julio de 1959, haciendo notar que a pesar de las deficiencias del diseño, la "hélice basculante de ala fija", o convertiplano, era una aplicación práctica para las aeronaves de ala giratoria.
Tras la finalización de las pruebas de servicio conjuntas, el avión fue devuelto a las instalaciones Ames, donde, el 12 de agosto de 1959, Fred Drinkwater se convirtió en el primer piloto de pruebas de la NASA en realizar la conversión completa de un convertiplano al modo avión. El 8 de agosto de 1961, el comandante del Ejército E. E. Kluever se convirtió en el primer piloto del Ejército en volar un avión convertiplano. Las pruebas continuarían durante julio de 1962, ya que la NASA y Bell completaron pruebas de túnel de viento para estudiar las oscilaciones del eje del rotor mostradas por el convertiplano, en un esfuerzo para predecir y eliminar la inestabilidad dinámica aeroelástica del rotor (referida para simplificar como torbellino del eje), que había causado problemas durante todo el programa.
En abril de 1966, el aerodinamicista de Bell Helicopter Dr. Earl Hall publicó un análisis de los datos del programa XV-3, explicando la inestabilidad de torbellino del eje del avión convertiplano. A fin de verificar los hallazgos de Hall y desarrollar un modelo computerizado, la NASA accedió a dirigir unas pruebas de túnel de viento en el túnel de 40x80 de Ames. Cuando los ingenieros estaban completando la última prueba planeada, un fallo de punta alar causó que ambos rotores fallaran, resultando en daños severos en el XV-3 y otros daños en el túnel de viento. El 14 de junio de 1966, el Centro de Investigaciones Ames de la NASA anunció la finalización de las pruebas del XV-3. Había completado un total de 250 vuelos, acumulado 125 horas de vuelo, y completado 110 conversiones completas.

## Variantes
Bell 200
Denominación interna de la compañía.
XH-33
Designación militar original.
XV-3
Designación cambiada a la serie de "convertiplanos".
XV-3A
Nueva designación, al cambiar el significado del prefijo a "VTOL".

## Supervivientes

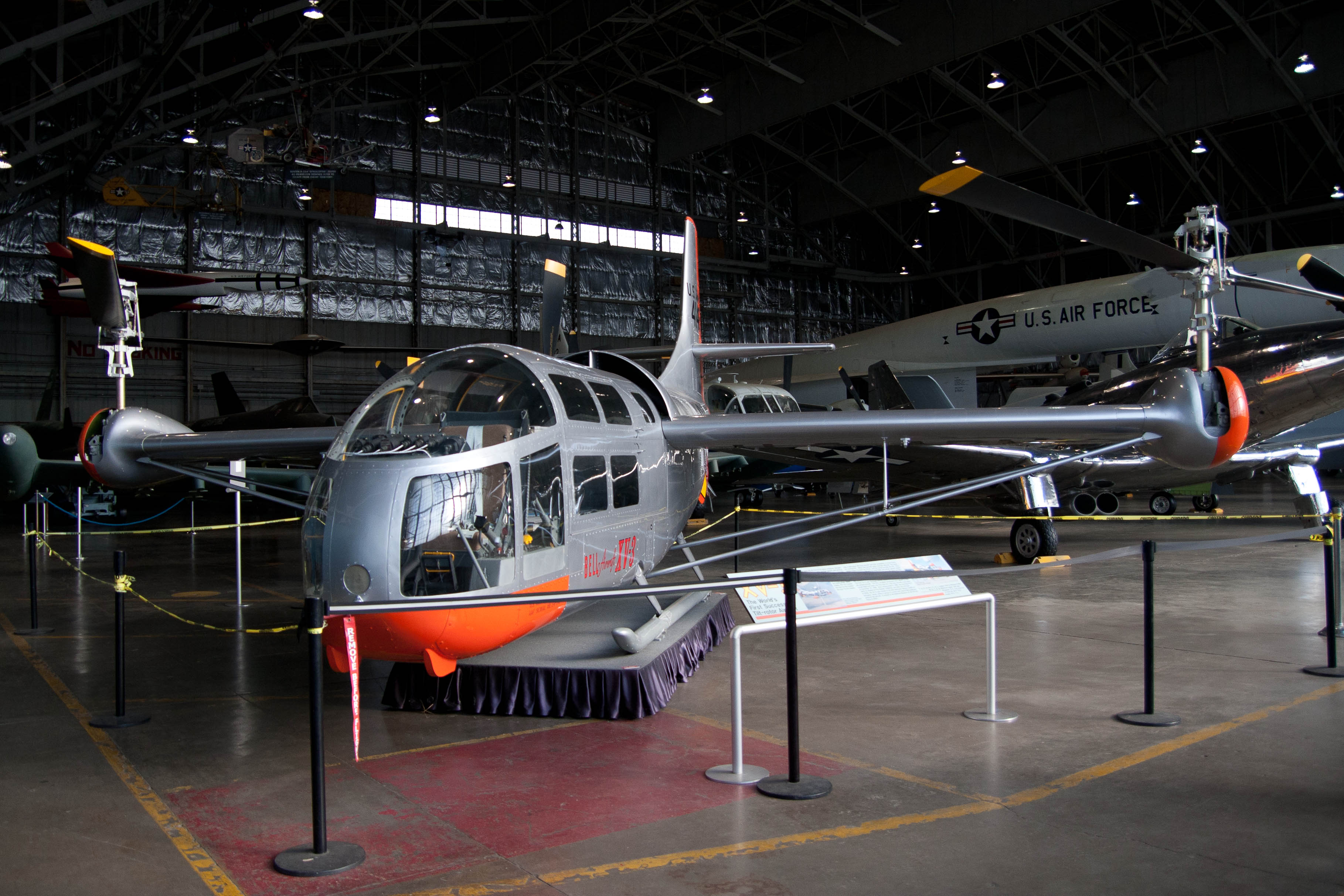
XV-3, 54-148, en exhibición en el Museo Nacional de la USAF (2012).

A finales de 1966, el único XV-3 restante, número de serie 54-148, fue trasladado a la Base de la Fuerza Aérea Davis-Monthan en Tucson, Arizona, para su almacenaje al aire libre. En 1984, el equipo de pruebas de vuelo del Bell XV-15 descubrió el avión almacenado al aire libre en el Museo de la Aviación del Ejército, durante la visita del mismo a Fort Rucker, Alabama, como parte de una gira de demostración. El 54-148 fue reparado en diciembre de 1986, con apoyo del Ejército y el liderazgo del anteriormente ingeniero de Bell Claude Leibensberger, pero el avión fue desmontado y almacenado en interior. El 22 de enero de 2004, el XV-3 fue entregado a la Planta 6 de Bell en Arlington, Texas. En 2005, los empleados de Bell Helicopter comenzaron a trabajar para restaurar el 54-148 a una condición de exhibición museística, esta vez liderados por el anteriormente ingeniero del XV-3 Charles Davis. Tras una restauración de dos años, el XV-3 fue transferido al Museo Nacional de la Fuerza Aérea de los Estados Unidos en Dayton (Ohio). Fue emplazado en exhibición en la Galería Pos-Guerra Fría del Museo en junio de 2007, y desde 2011 está en exhibición en la Galería de Investigación y Desarrollo.

## Especificaciones (XV-3)

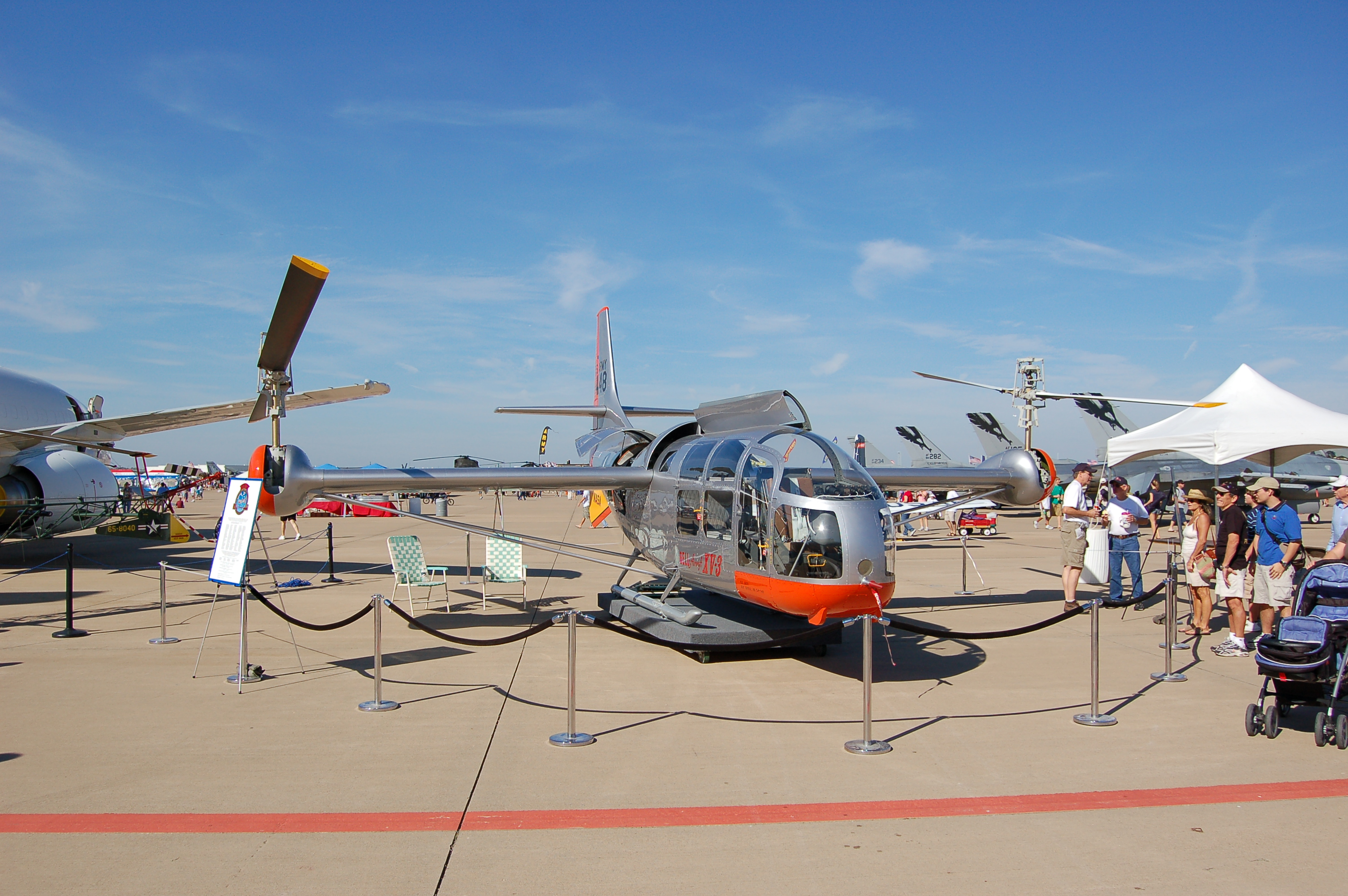
XV-3 número 54-148, (2006).

Referencia datos: NASA Monograph 17 and Aerophile, Vol. 2, No. 1.

### Características generales
- Tripulación: Uno (piloto)
- Longitud: 9,2 m (30,2 ft)
- Envergadura: 9,5 m (31,2 ft)
- Altura: 4 m (13,1 ft)
- Superficie alar: 10,8 m² (116,3 ft²)
- Peso vacío: 1907 kg (4203 lb)
- Peso máximo al despegue: 2218 kg (4888,5 lb)
- Planta motriz: 1× motor radial de nueve cilindros refrigerado por aire Pratt & Whitney R-985-AN-1.
  - Potencia: 336 kW (463 HP; 457 CV)
- Diámetro de la hélice: 7,6 m

### Rendimiento
- Velocidad nunca excedida (Vne): 296 km/h (184 MPH; 160 kt)
- Velocidad crucero (Vc): 269 km/h (167 MPH; 145 kt)
- Alcance: 411 km (222 nmi; 255 mi)
- Techo de vuelo: 4600 m (15 092 ft)
- Régimen de ascenso: 6,3 m/s (1240 ft/min)

## Aeronaves relacionadas

### Desarrollos relacionados
- Bell XV-15
- Bell/Agusta BA609
- V-22 Osprey

### Secuencias de designación
- Secuencia Numérica (interna de Bell): ← 66 - 67 - 68 - 200 - 201 - 204 - 205 →
- Secuencia H-_ (Helicópteros de la USAF, 1948-1962): ← H-30 - H-31 - H-32 - H-33 - H-34 - H-35 - H-37 →
- Secuencia V-_ (Convertiplanos de la USAF, 1952-1956): XV-1 - XV-2 - XV-3
- Secuencia V-_ (Aeronaves STOL/VTOL estadounidenses, 1962-presente): OV-1 - CV-2 - XV-3 - XV-4 - XV-5 - V-6 →